# Evaldas Dainys
Evaldas Dainys (Kaunas, 29 settembre 1982) è un cestista lituano.

## Palmarès
- Campionato lituano: 1

Lietuvos rytas: 2008-09
- Lega Baltica: 1

Lietuvos rytas: 2008-09